# Wentworth Webster
Wentworth Webster (Uxbridge (Reino Unido), 16 de junio de 1828 - Sare (Pirineos Atlánticos, Francia), 2 de abril de 1907) fue un clérigo anglicano y folklorista que recopiló cuentos tradicionales del País Vasco. 

## Biografía
Wentworth Webster fue el cuarto hijo de Charles Webster y Elizabeth Wentworth, nacido el 16 de junio de 1828 en Uxbridge. Wentworth era el gran favorito de su abuelo materno, Philip Wentworth, quien había hecho fortuna como uno de los contratistas que suministraron grano al ejército durante la Guerra de la Independencia Española y murió en 1838. Wentworth se benefició enormemente del testamento de su abuelo, tanto financieramente como por la recepción de todos los libros impresos de Philip, y pudo dedicar gran parte de su juventud a viajar.
Después de estudiar en una escuela privada en Brighton, ingresó en el Lincoln College a la edad de 21 años y se graduó en 1852. En 1854, comenzó como diácono en la parroquia de Cloford, Somerset. Aunque su frágil salud retrasó su ordenación, se convirtió en sacerdote en 1861. Entonces se le permitió ejercer su ministerio a los residentes ingleses en Francia.
Había viajado previamente a Escocia, Alemania, Suiza, las Azores, Río de Janeiro y Buenos Aires. De 1862 a 1863, viajó a Egipto antes de establecerse en el suroeste de Francia. Fue tutor en la comuna de Bagnères-de-Bigorre, donde conoció a su futura esposa. Eventualmente, sirvió como el primer capellán de la nueva iglesia anglicana establecida en San Juan de Luz de 1869 a 1882. Durante esos años, tuvo cuatro niñas y un niño que hablaban fluidamente vasco; una de sus hijas, Thekla Webster (1868-1935) publicaría en 1887 uno de los primeros ensayos gastronómicos sobre la cocina vasca, Basque Cookery. Durante su estancia, recopiló cuentos tradicionales vascos de la gente local. Con la ayuda del erudito vasco Julien Vinson, publicó estas historias en la primera edición de su Basque Legends en 1877.
Webster publicó regularmente artículos y libros sobre el País Vasco, incluyendo un libro sobre España titulado Spain. En 1882, renunció a su posición en la parroquia de San Juan de Luz y se estableció en Sara en el corazón de Labort. Continuó escribiendo artículos religiosos y eruditos sobre el País Vasco tanto para revistas británicas como regionales. A menudo viajaba a los países vecinos donde se reunía con muchos de sus amigos, incluyendo a Antoine d'Abbadie. Gracias a sus numerosos artículos publicados en la prensa británica, se convirtió en una celebridad local y un respetado experto en el País Vasco. Así, también recibió muchos visitantes famosos que acudían a visitarlo aprovechando sus veraneos en Biarritz, incluyendo a William Ewart Gladstone, el Primer ministro británico de la época. En 1901, escribió unas memorias, Les Loisirs d'un étranger en Pays basque.
En marzo de 1907, el rey Eduardo VII fue a Sara para asistir a un juego de pelota vasca jugado en su honor. Sin embargo, Webster, demasiado debilitado por la enfermedad, no pudo saludar al rey. Wentworth Webster murió el 2 de abril de 1907 mientras redactaba un artículo sobre el País Vasco para la Enciclopedia Británica.

## Obras
- Basque Legends, Londres, Griffith and Farran, 1877. Traducido como Ipuinak (I eta II) (1993, Kriselu).
- Spain, colección Países Extranjeros y Colonias Británicas, Simpson Low, Londres, 1882.
- Grammaire cantabrique basque par Pierre d'Urte (1712), publicada por Wentworth Webster, Bagnères-de-Bigorre, 1900.
- Les Loisirs d'un étranger au Pays basque, Châlons-sur-Saône, Imprimerie française et orientale E. Bertrand, 1901.